# Jesper Olsen
Jesper Olsen, född 20 mars 1961 i Faxe i Danmark, är en dansk före detta professionell fotbollsspelare, främst känd för att ha spelat för Ajax och Manchester United. Olsen spelade också för det danska landslaget där han gjorde fem mål på 43 matcher. Han var uttagen till spel för Danmark i EM 1984, VM 1986 och EM 1988.

## Karriär
Olsen började sin seniorkarriär för Næstved IF. Han hade ett lärlingskontrakt med Arsenal FC 1978–1979, där han också gjorde ett mål i en reservlagsmatch. Efter ett misslyckat försök av Ajax att få Olsen till klubben i juli 1980 lyckades det exakt ett år senare och därmed var Olsen en professionell fotbollsspelare i Holland.

### Ajax

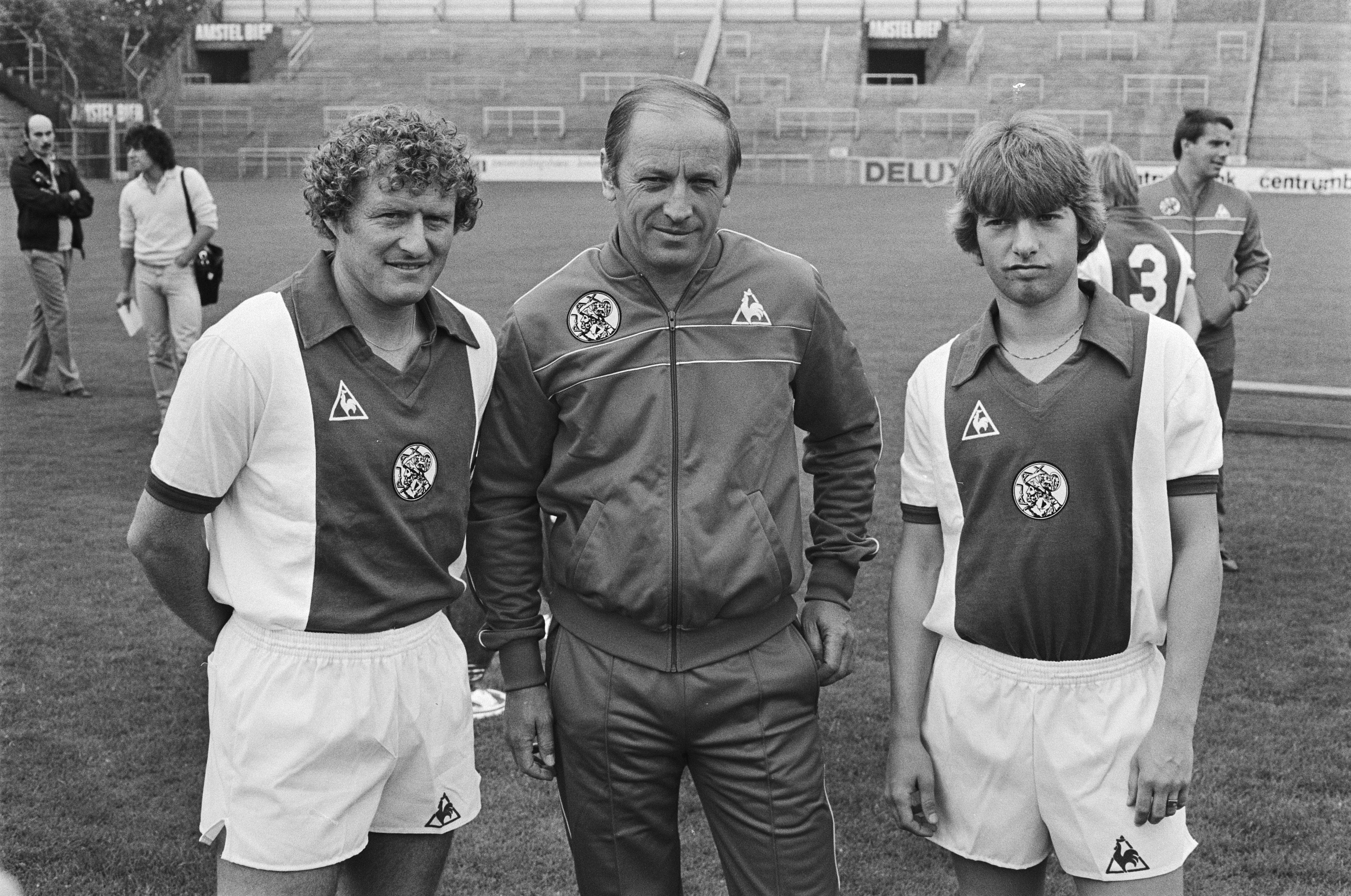
Olsen (till höger) tillsammans med tränare Kurt Linder (mitten) och Wim Jansen i Ajax.

I Ajax blev Olsen, tillsammans med storstjärnan Johan Cruyff, känd för att ha utfört den första "pass-straffen". När laget hade tilldömts en straff i en match mot Helmond Sport i december 1982, med en 1–0-ledning för Ajax, passade straffskytten Cruyff bollen i sidled till Olsen som rusade fram mot mål för att sedan passa tillbaka till Cruyff som enkelt placerade bollen förbi en förvirrad målvakt till 2–0. Då ingen tidigare gjort något liknande på en fotbollsplan tvekade domaren någon sekund innan han till sist godkände målet.
Under sin tid i klubben fick Olsen smeknamnet "De Vlo" (Loppan); detta på grund av sin kroppskonstitution och förmåga att vrida, vända och hoppa för att undvika tacklingar. Ajax tränare Kurt Linder betraktade dansken som en av de mest talangfulla spelarna i Ajax unga trupp, både tekniskt och taktiskt.
Under sin första säsong i klubben, 1981/82, var Olsen med om att vinna den holländska ligatiteln. Följande säsong försvarade man sin Eredivisie-titel och klubben vann även den holländska cupen vilket fullbordade en dubbel.

### Manchester United och spel i Frankrike
I juli 1984 flyttade Olsen från Ajax till England för ett kontrakt med Manchester United. Han hjälpte här klubben att vinna FA-cupen 1985 och gjorde totalt 24 mål i sina fyra år i klubben.
Under de senare åren på Old Trafford hade Olsen en hård tid då han hade svårt att anpassa sig till det fysiska brittiska spelet och hans utveckling verkade stagnera. Olsens englandskarriär slutade 1989 då han bytte till Bordeaux i Frankrike. Senare värvades han till Caen för att spela som defensiv kantspelare.

#### Slutet
Efter att ha drabbats av en allvarlig skada lämnade han Frankrike och slutade att spela 1992; detta trots erbjudanden från engelska lag med Blackburn Rovers och Nottingham Forest i spetsen.

### Landslaget
Olsen gjorde sin debut i landslaget i en vänskapsmatch mot Sovjetunionen i Moskva den 12 juli 1980.
Han gjorde två mål i kvalet till EM 1984, inklusive ett i sista minuten i 2–2-matchen mot England. Han var sedan med i EM-truppen och spelade två matcher i turneringen, inklusive semi-finalen mot Spanien. Matchen slutade 1–1 och trots att Olsen gjorde mål i straffläggningen slogs Danmark ut då Preben Elkjaer missade sin straff.
Jesper Olsen var sedan med om att kvalificera Danmark till VM 1986 där han spelade i alla fyra matcher i turneringen och gjorde tre mål. Bland annat gjorde han 1–0 i åttondelsfinalen mot Spanien men det var för sin obegripliga bakåtpassning i sista minuten av första halvlek, vilket resulterade i en spansk utjämning, som han blev ihågkommen efteråt. Målet blev början till raset för Danmark som till sist förlorade med 5–1. Uttrycket "En rigtig Jesper Olsen" (En riktig Jesper Olsen) blev hädanefter i det danska språket synonymt med att göra något riktigt klantigt när saker och ting ser bra ut.
Olsen var uttagen också till Danmarks trupp i EM 1988, men här fick han inte spela i någon match i turneringen.

## Efter spelarkarriären
Olsen har hållit en låg profil sedan sin pensionering som spelare och han bor nu i Brighton i Victoria i Australien. Olsen togs in på sjukhus i maj 2006 efter att ha drabbats av en stroke. Han hade just kommit tillbaka från en joggingtur när han först kände tecken på blödningen i hjärnan.
Efter behandling av hjärnblödningen besökte Olsen Australiens förbundskapten Guus Hiddink under landets VM-förberedelser i Melbourne. Olsen var bekant med Hiddink genom sina vänner Sören Lerby och Frank Arnesen. "Jag har det bra, men det var en ganska skrämmande upplevelse" kommenterade Olsen sin sjukdom för den holländska tidningen De Telegraaf.

### Tränare i Australien
I november 2009 blev Jesper Olsen anställd som assisterande tränare av den australiensiska klubben Melbourne Heart. 2011 övergick han till att coacha fram juniorer i Melbourne’s Football Star Academy.

## Meriter

### I klubblag
AFC Ajax
- Eredivisie (2): 1981/82, 1982/83
- KNVB Cup: 1982/83

 Manchester United
- FA Cup: 1984/85

### I landslag
Danmark
- Spel i EM 1984 (semifinal), VM 1986 (åttondelsfinal)
- Uttagen i truppen till EM 1988 (gruppspel)
- 43 landskamper, 5 mål